# Gdov
Gdov (en russe : Гдов) est une ville de l'oblast de Pskov, en Russie, et le centre administratif du raïon de Gdov. Sa population s'élevait à 3 832 habitants en 2014.

## Géographie
Gdov se trouve sur la rivière Gdovka, à seulement deux kilomètres de son embouchure dans le lac Peïpous, à 109 km au nord-nord-ouest de Pskov et à 677 km au nord-ouest de Moscou.

## Histoire
Gdov fut fondée au XIVe siècle, comme avant-poste pour protéger la ville de Pskov. En 1431-1434, une forteresse y fut construite. La ville subit de nombreuses attaques par les Suédois et les Polonais. En 1780, Gdov acquit officiellement le statut de ville et ses armoiries lui furent accordées le 28 mai 1781.
En mai 1919, l'Armée du Nord antibolchévique, commandée par le général Rodzianko (en), s'empara de Gdov, avec Pskov et Iambourg.
Pendant la Seconde Guerre mondiale, Gdov fut occupée par l'Allemagne nazie du 19 juillet 1941 au 4 février 1944. La ville, qui avait été gravement endommagée par les combats de 1941, fut libérée par les partisans et le front de Léningrad de l'Armée rouge. Avant son départ, la Wehrmacht détruisit délibérément les églises de Gdov, qui comptaient parmi les plus beaux spécimens de l'architecture médiévale pskovienne. Les monuments historiques de la ville furent partiellement restaurés après la guerre.
À 12 km au nord-est de Gdov se trouve la base militaire de Smouravievo.

## Population
Recensements (*) ou estimations de la population
| 1897* | 1926* | 1931  | 1959* | 1970* | 1979* |
| ----- | ----- | ----- | ----- | ----- | ----- |
| 2 106 | 3 370 | 3 900 | 3 692 | 4 134 | 4 751 |

| 1989* | 2002* | 2010* | 2012  | 2013  | 2014  |
| ----- | ----- | ----- | ----- | ----- | ----- |
| 6 009 | 5 171 | 4 379 | 4 118 | 3 971 | 3 832 |